# Aulacorhynchus haematopygus
Aulacorhynchus haematopygus là một loài chim trong họ Ramphastidae.

## Hình ảnh

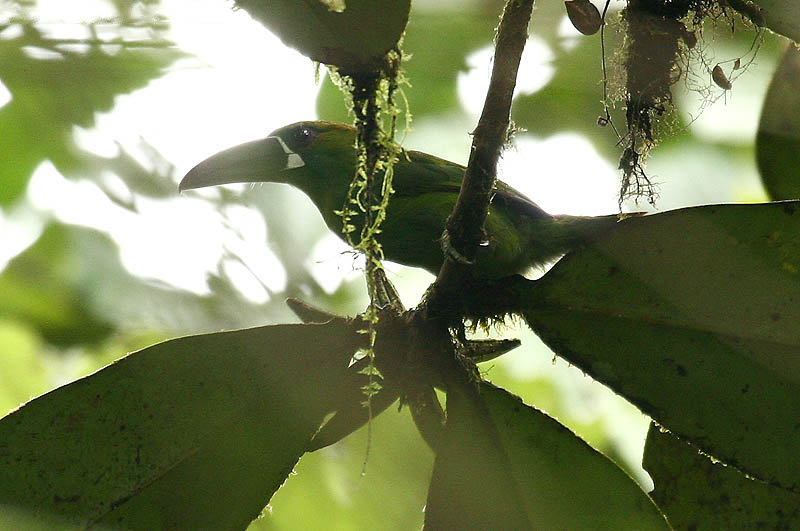
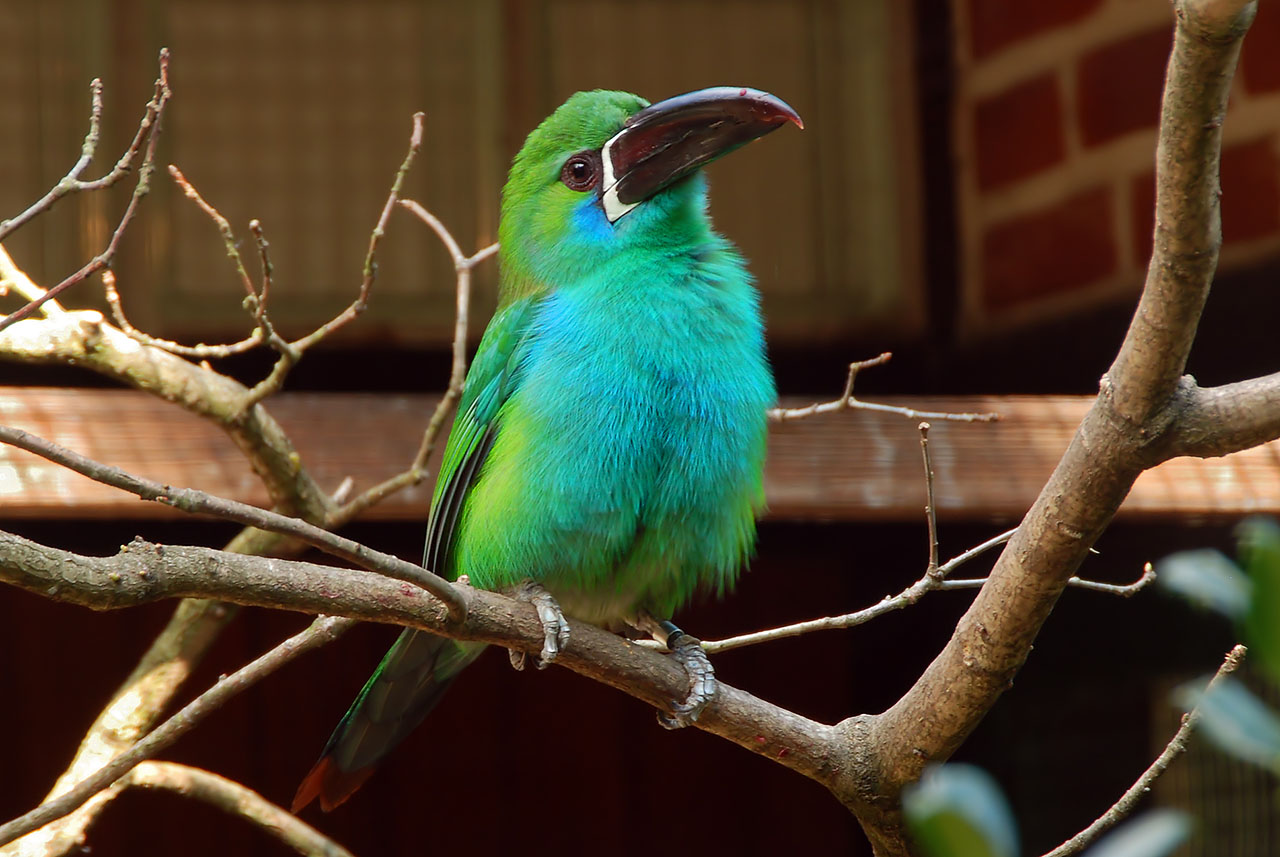